# Tupaia tana
Tupaia tana é uma espécie de mamífero arborícola da família Tupaiidae. Pode ser encontrada na Indonésia e Malásia.